# Citroën C3
Citroën C3 est le nom donné depuis 2002 aux voitures polyvalentes conçues par le constructeur automobile français Citroën. La première génération est présentée en 2002 et elle est déclinée en cabriolet appelée C3 Pluriel. La deuxième génération est présentée en 2009 et se décline dans une version 3 portes appelée DS3 (connues pour leur scandale concernant la campagne des Airbags). La troisième génération est présentée en 2016. La quatrième génération est présentée en 2023, celle-ci devient un crossover urbain et dérive de la C3 CC21, sortie en Inde et au Brésil.
La dénomination C3 est aussi utilisée pour désigner un minispace, le C3 Picasso présenté en 2008, ainsi que plusieurs crossovers, le C3 Aircross (qui dérive du C3 Picasso) présenté en 2010 pour le marché sud-américain, le C3-XR, présenté en 2014 et développé pour la Chine, le C3 Aircross présenté en 2017 et destiné prioritairement à l'Europe, la C3L qui est un dérivé tricorps de la C3-XR, la C3 CC21 pour le marché brésilien et indien présentée en 2022 et enfin, la C3 IV présentée en 2023 pour le marché européen et qui est un dérivé de la C3 CC21.

## Citroën C3 I (2002 - 2012)
La Citroën C3 de première génération succède à la Saxo. Disponible uniquement en version 5 portes, elle épaule commercialement la C2, stricte 3 portes, alors que la Saxo était disponible dans les deux configurations. Elle est dessinée par Donato Coco et Arthur Blakeslee . Ce modèle se place en concurrence face entre autres aux Peugeot 206 et Renault Clio II et a systématiquement figuré à la troisième place des ventes de citadines polyvalentes en France. En 2009, Citroën renouvelle le modèle après 2 250 150 exemplaires assemblés en sept ans (plus de 320 000 unités vendues par an), bien que la carrière de cette première génération se poursuive jusqu'en 2011 en Europe et 2012 en Amérique du Sud.

## Citroën C3 Pluriel (2003 - 2010)

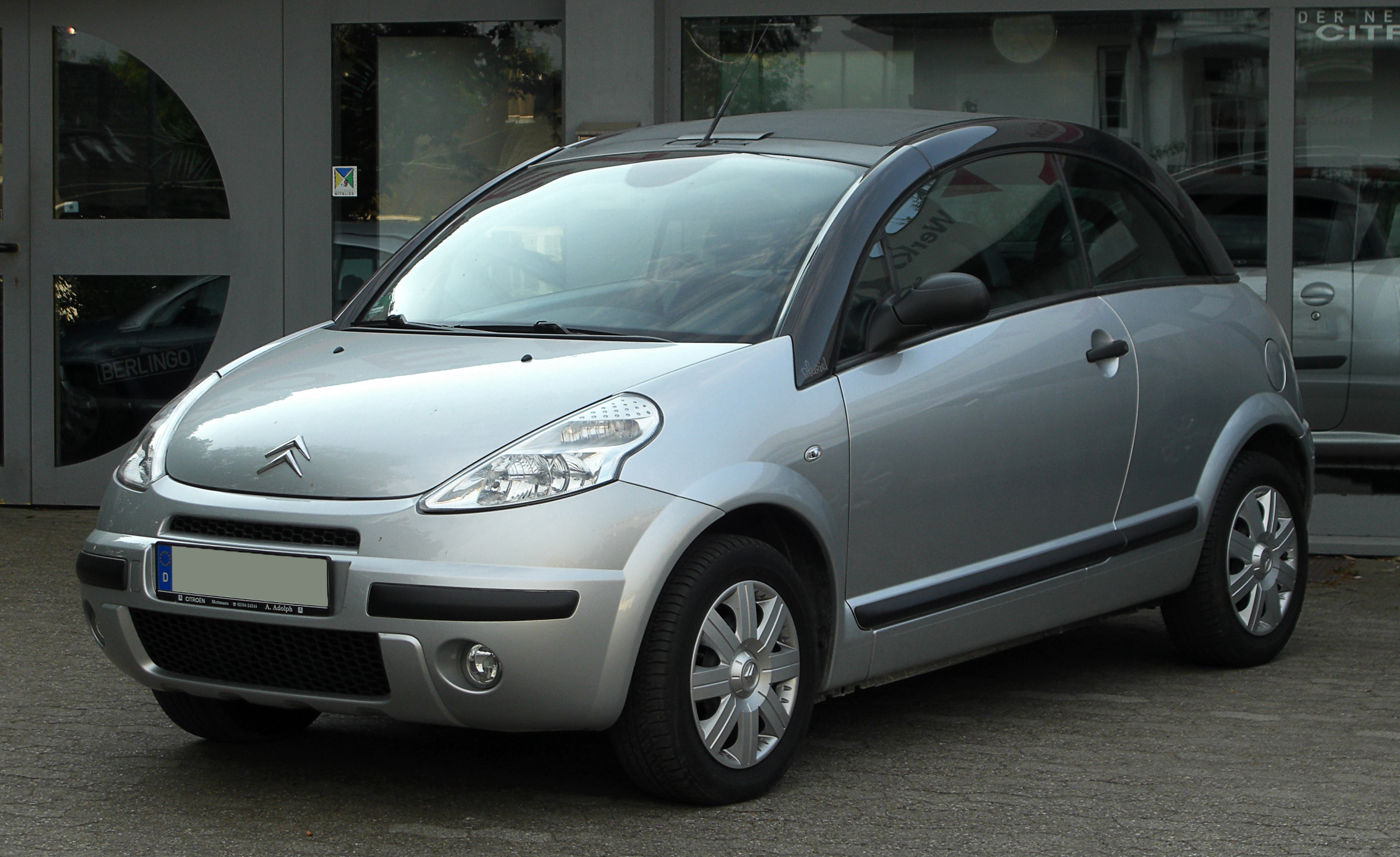
Citroën C3 Pluriel.

Produite entre 2003 et 2010, la Pluriel est la version cabriolet de la première génération de C3.

## Citroën C3 Picasso (2008 - 2017) et C3 Aircross (2010-2020)

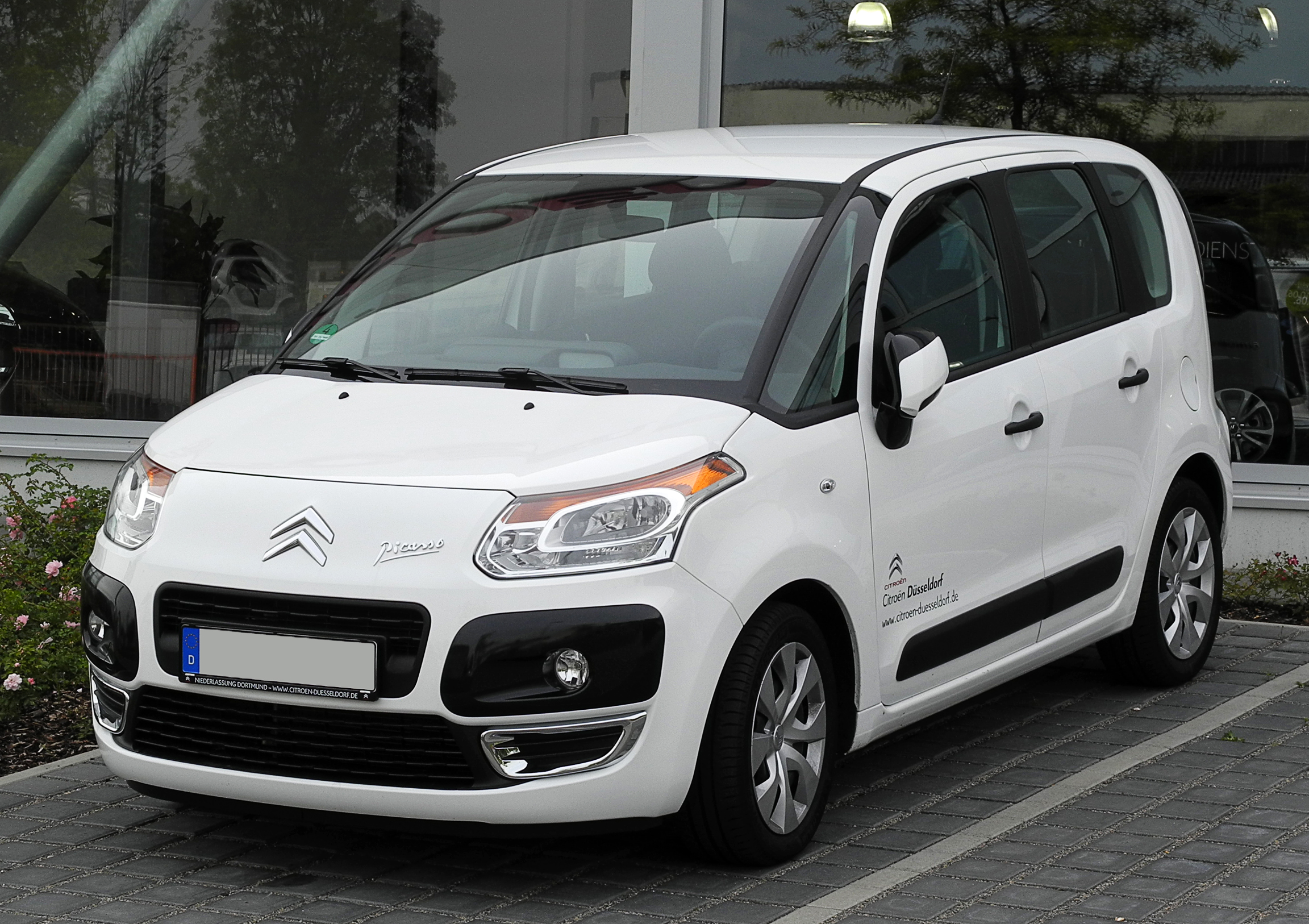
Citroën C3 Picasso

Produit de 2008 à 2017 en Slovaquie, ce petit monospace est basé sur la plateforme de la C3. Son format compact de 4,08 mètres le rapproche de cette dernière. Il se positionnait alors en concurrent des Renault Modus et Opel Meriva.
Au Brésil, il a été fabriqué et commercialisé dès 2010 dans une version locale, également appelée C3 Picasso, ainsi qu'un dérivé baroudeur, le C3 Aircross (renommé Aircross en 2016).

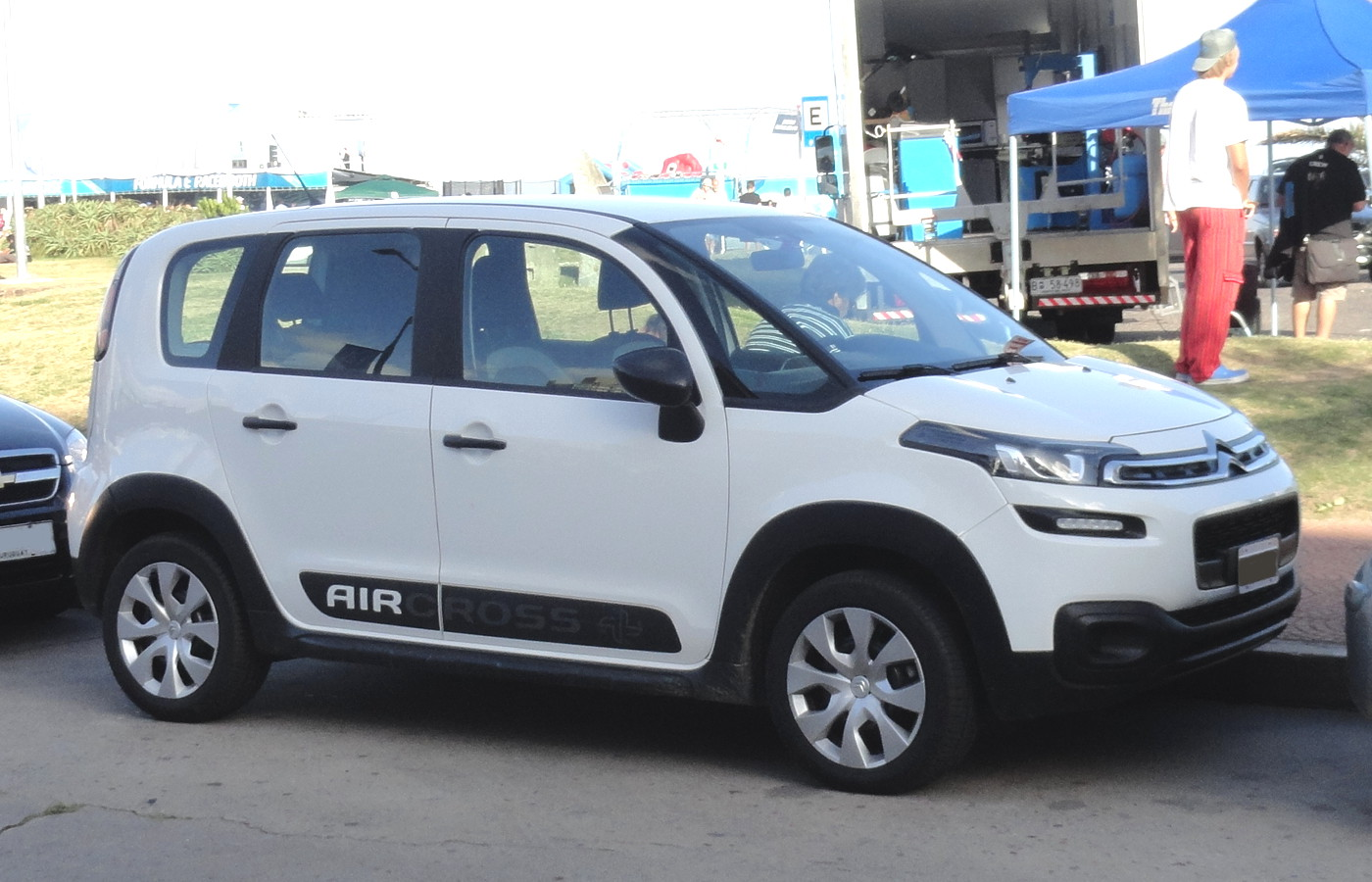
Citroën C3 Aircross

En 2017, Citroën réutilise le nom Citroën C3 Aircross pour un nouveau modèle remplaçant du C3 Picasso. Le nouveau C3 Aircross est un SUV urbain alors que le C3 Picasso qu'il remplace était un minispace.
Le C3 Picasso brésilien cesse d'être produit fin 2015. L'Aircross quitte quant à lui les chaînes d'assemblage de l'usine de Porto Real à la fin 2020.

## Citroën C3 II (2009 - 2020)

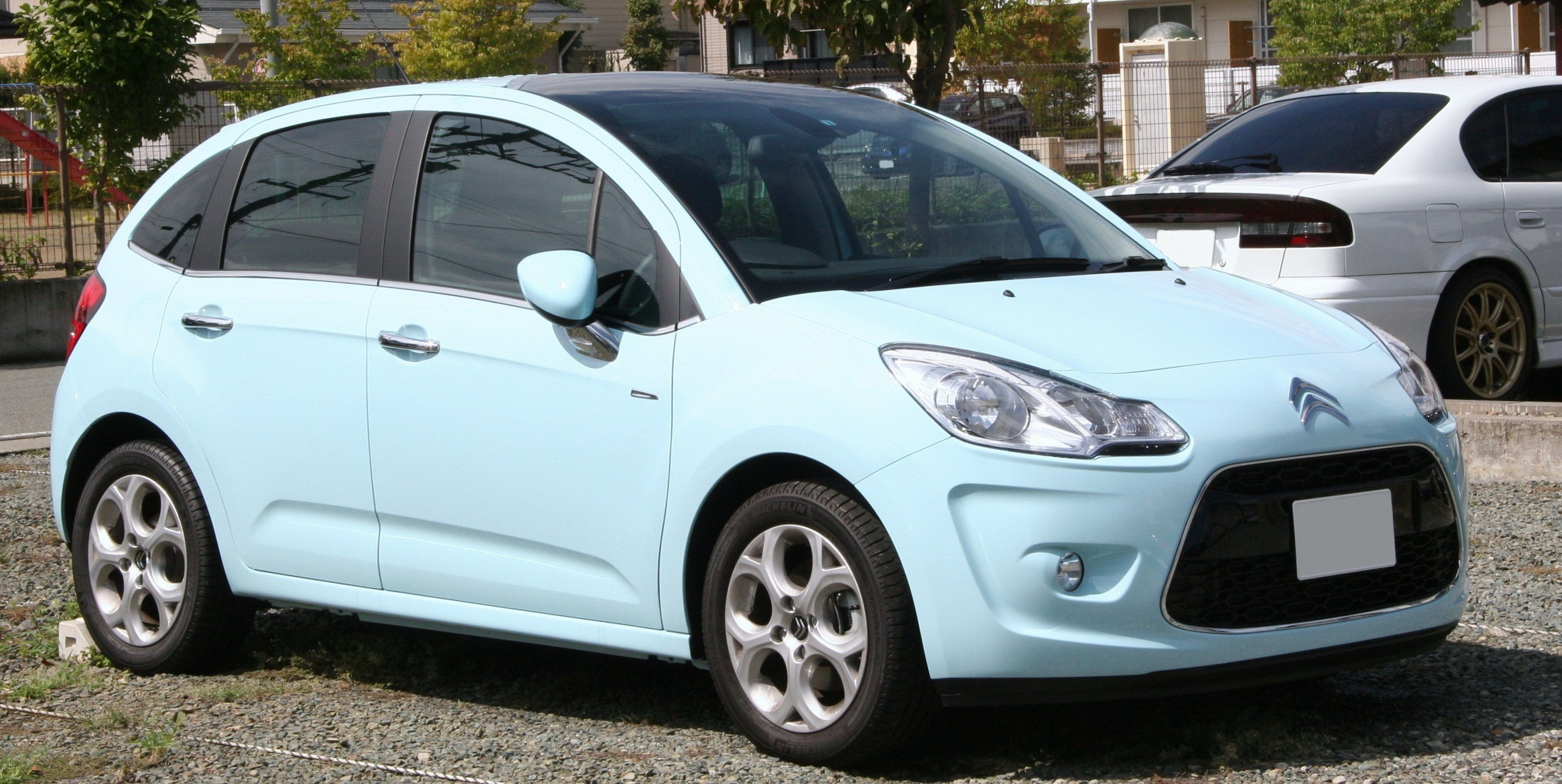
Citroën C3 II phase 1

La Citroën C3 II est la deuxième génération de la C3 et la première Citroën commercialisée à recevoir le nouveau logo de la marque, aux chevrons en relief et plus arrondis. Elle a été présentée en juin 2009 et commercialisée en septembre. Ses dimensions sont augmentées de 8 cm en longueur et de 4 cm en largeur. La C3 II est déclinée en une version monospace dénommée Picasso et inaugure également avec la DS3, la gamme Citroën « DS » destinée à une clientèle plus « premium ».
Le 25 octobre 2013, la dernière Citroën C3 II sort des chaînes de montage de l'usine d'Aulnay-sous-Bois. Depuis la fermeture de l'usine, la C3 II est désormais fabriquée dans l'usine de Poissy aux côtés de la DS 3 et de la Peugeot 208.
La Citroën C3 II phase 2 - subit en 2016 un nouveau dessin du pare choc avant, avec des feux de position implantés latéralement sous les phares et un dessin modifié de la calandre. 
Elle a été la troisième voiture la plus vendue en France de 2011 à 2013 et cinquième en 2014.
La production des Citroën C3 II s'élève à 1,3 million entre l'année 2009 et mai 2015. Les Citroën C3 furent produites en fin de carrière à l'Usine PSA de Poissy et également produites à l'Usine PSA d'Aulnay-sous-Bois jusqu'en 2013.
La C3 II sera produite au Brésil jusqu'à la fin 2020.

## Citroën C3-XR (2014-)

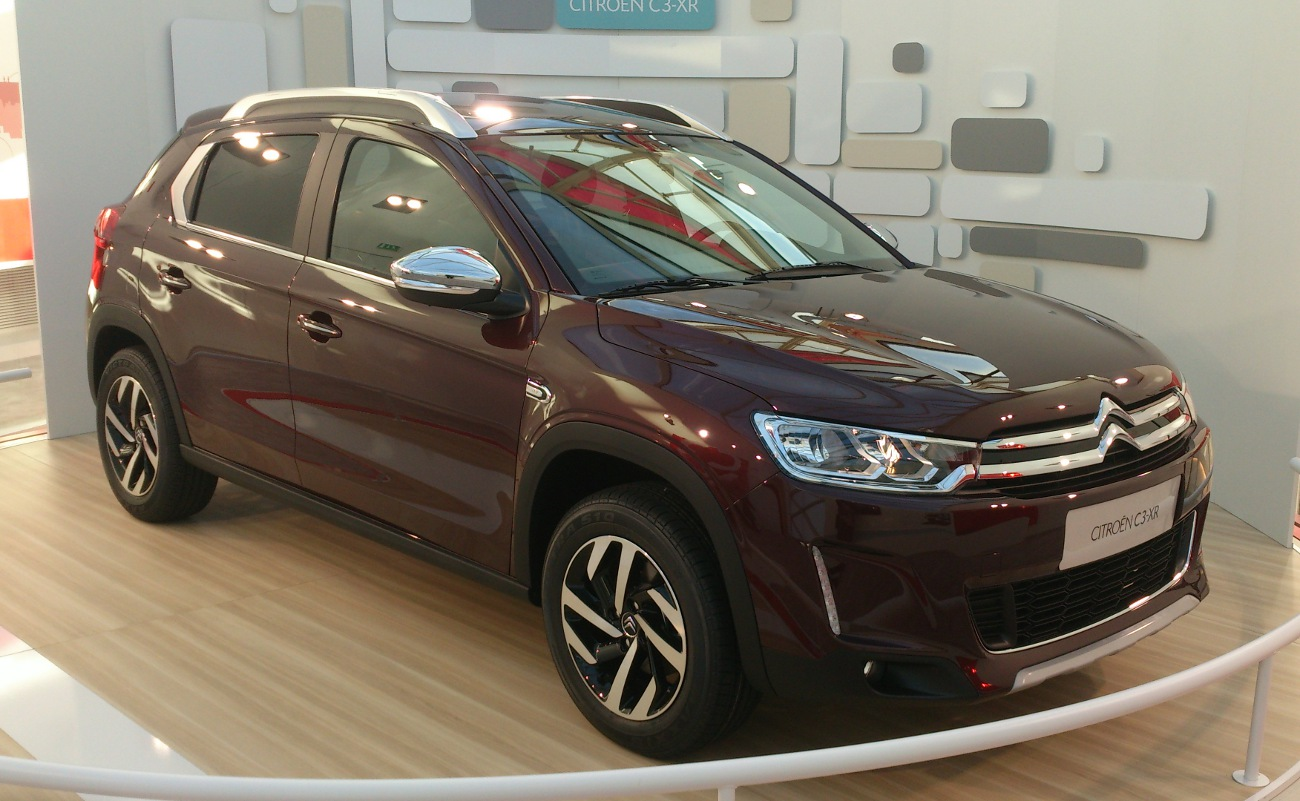
Citroën C3-XR.

Le Citroën C3-XR est un SUV dérivé de la Citroën C-Elysée. Il est étudié uniquement pour la Chine, où il est commercialisé depuis fin 2014.

## Citroën C3 III (2016-)

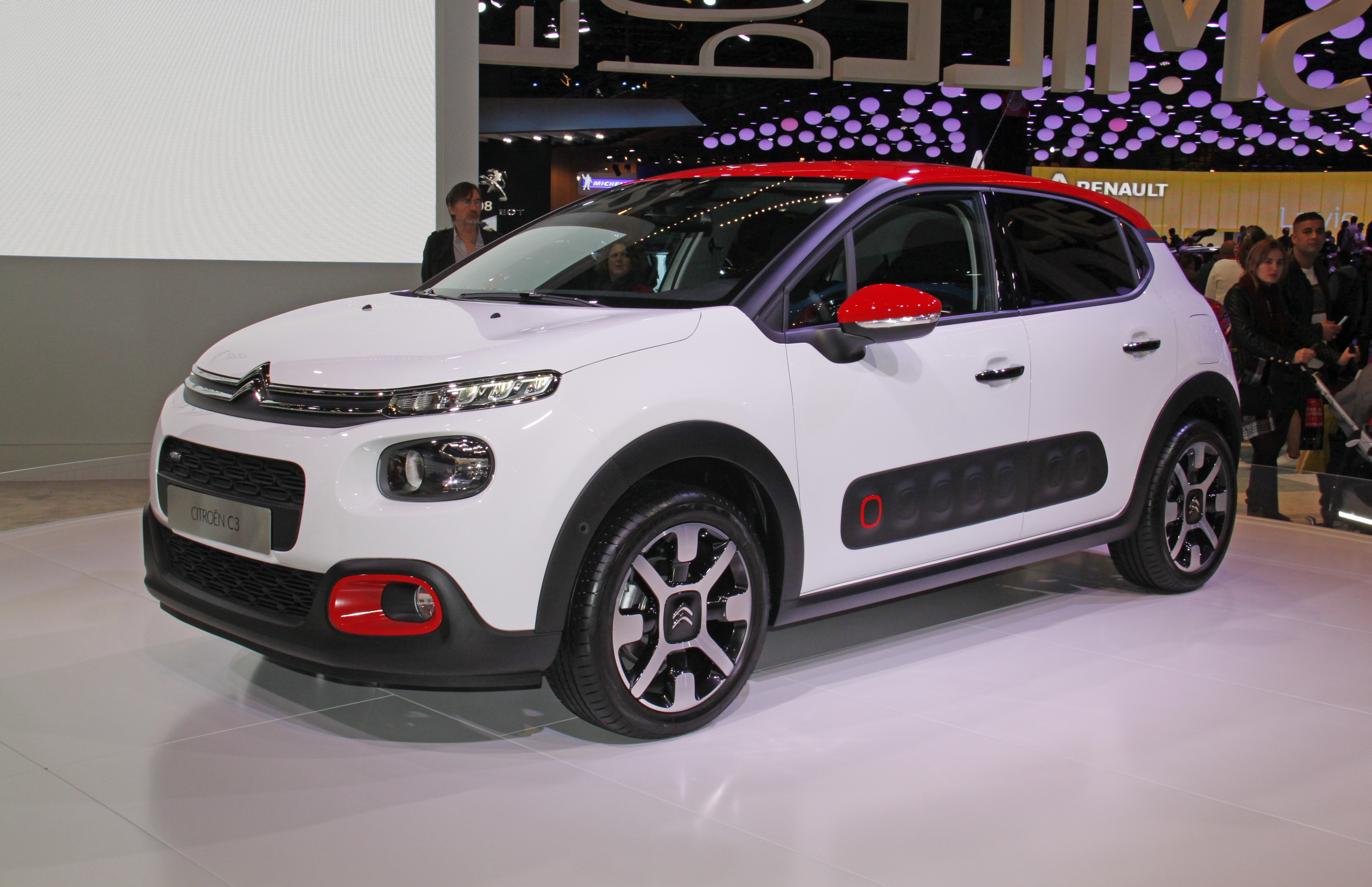
Citroën C3 III.

La troisième génération de la Citroën C3 est dévoilée le 29 juin 2016, puis présentée au grand public lors du Mondial de l'automobile de Paris 2016. Sa commercialisation débutera en Novembre 2016. Elle est conçue sur la base technique de la Peugeot 208 I. La production a été délocalisée en Slovaquie, à l'usine de Trnava.
La Citroën C3 est déclinée dans une version rallyes, la Citroën  C3 WRC
La version restylée de la C3 est dévoilée le 11 février 2020 pour une commercialisation à partir de juin 2020. Elle reprend des éléments stylistiques initiés par le concept-car Citroën CXperience présenté au Mondial de l'automobile de Paris 2016, dont les barrettes chromées de calandre qui s'écartent autour des optiques.
La C3 est renommée Citroën C3 Origin afin de continuer sa commercialisation en parallèle de la Citroën C3 IV.

## Citroën C3 Aircross (2017-)

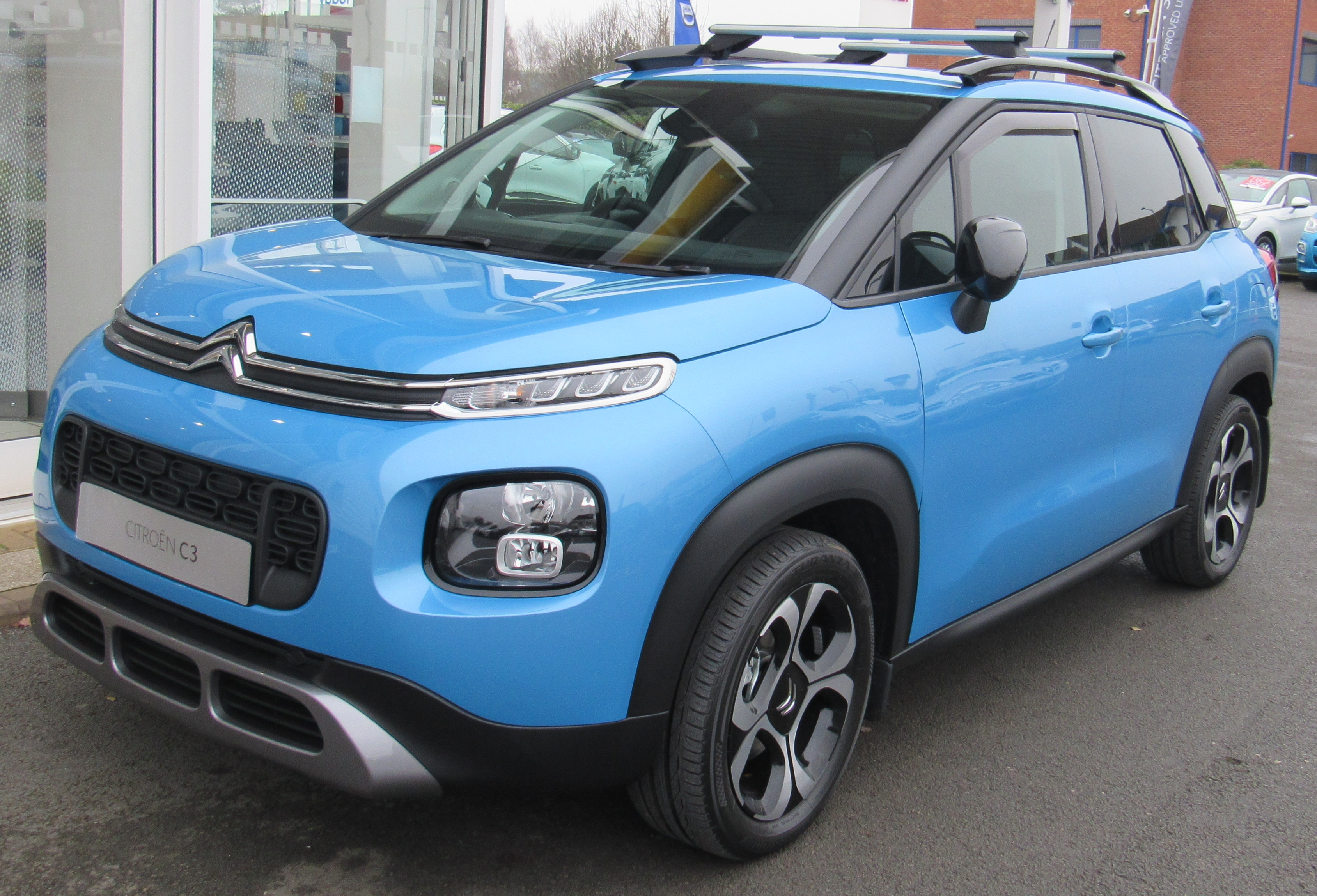
Citroën C3 Aircross.

Le Citroën C3 Aircross est un SUV urbain  produit par le constructeur automobile français Citroën, remplaçant du Citroën C3 Picasso. Il reprend le nom d'une variante brésilienne du C3 Picasso.
En avril 2018, Citroën présente au Salon de Pékin une version à empattement allongée du C3 Aircross qu'il nomme C4 Aircross, commercialisée sur le territoire chinois jusqu'en 2020.

## Citroën C3-L (2020-2021)
La Citroën C3-L est une berline trois volumes dérivée du Citroën C3-XR, étudiée uniquement pour la Chine. Elle est commercialisée de 2020 à 2021.

## Citroën C3 (CC21) (2022-)

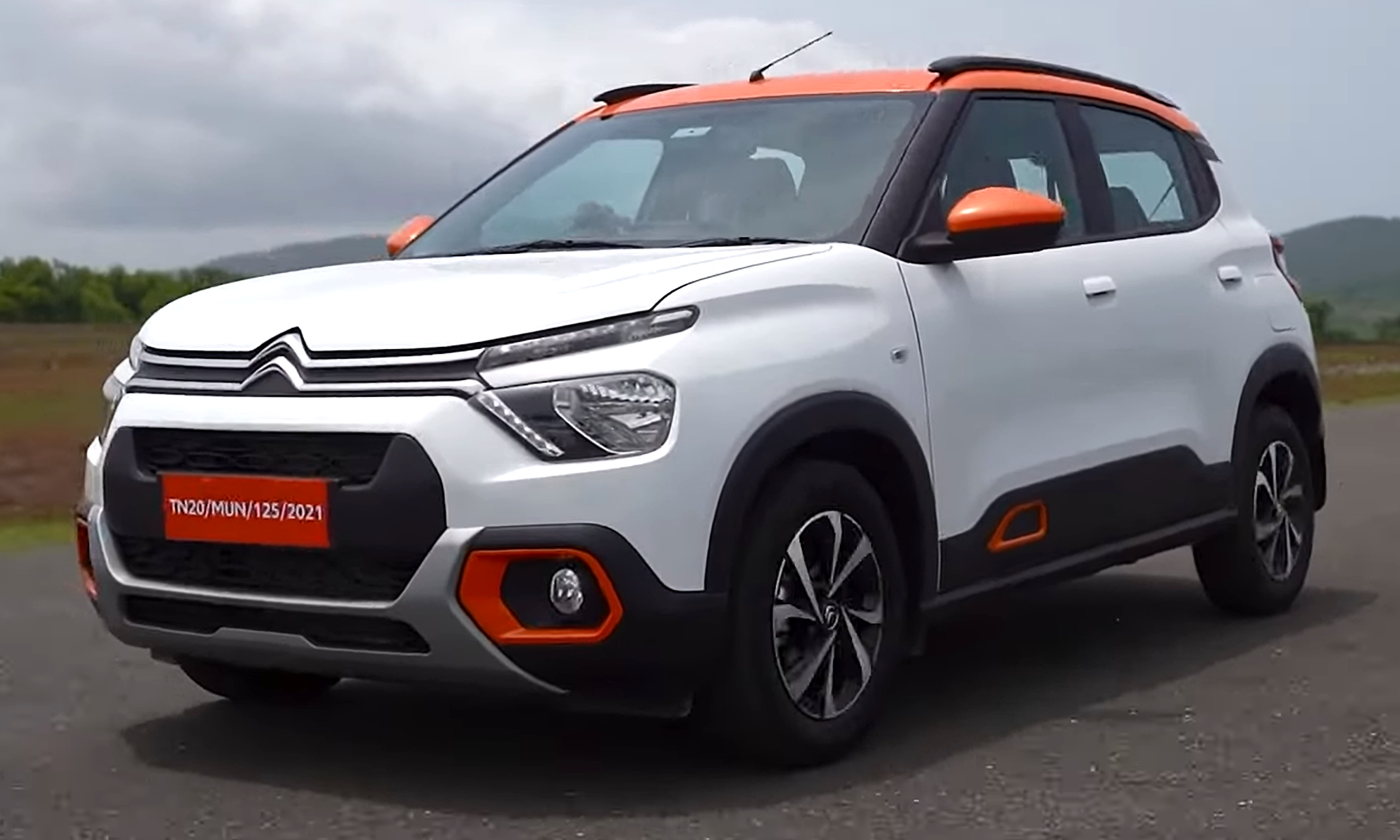
Citroën C3

La Citroën C3 (nom de code CC21) est une citadine produite par Citroën dédiée aux pays émergents. Annoncée le 16 septembre 2021, elle est le premier véhicule de la marque développé spécifiquement pour l'Inde, tandis qu'au Brésil elle remplace la C3 de seconde génération.
Elle est développée par un prestataire extérieur à Citroën (Tata Consulting) et est construite sur une version simplifiée de la plate-forme modulaire CMP du groupe PSA. Sa longueur de carrosserie est inférieure à quatre mètres pour réduire les taxes auxquelles le véhicule est soumis en Inde.
Elle est vendue en Inde et au Brésil depuis la mi-2022,,,. Elle sert de base à la quatrième génération de C3 européenne.

## Citroën C3 IV (2023-)
La Citroën C3 IV est une citadine polyvalente typée crossover du constructeur automobile français Citroën présentée en octobre 2023 et commercialisée à partir de mars 2024. Il s'agit de la quatrième génération de la Citroën C3 depuis 2002.